# Politică și cultură
Politică și cultură este o operă literară scrisă de Ion Luca Caragiale. 